# محرک حلزونی

نمونه‌ای از چرخش در چیدمان چرخ‌دنده حلزونی (به انگلیسی:Worm drive) که در آن هر دو قسمت چینش، شامل چرخ‌دنده حلزونی و دنده مارپیچی به دور محوری جدا و مختص خویش می‌چرخند..

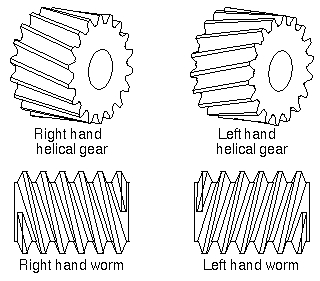
چرخ دنده حلزونی راست دست در سمت راست تصویر و چرخ دنده حلزونی چپ دست در سمت چپ تصویر

محرک حلزونی (به انگلیسی: Worm drive) چیدمان چرخ‌دنده‌ای (به انگلیسی: gear arrangement) است که در آن دنده مارپیچی (به انگلیسی: worm) با چرخدندهٔ کرمی یا چرخ کرمی (به انگلیسی: worm gear) که به شکل چرخ‌دنده سادهٔ دندانه داری است، درگیر است.
چیدمان چرخ‌دنده حلزونیه مانند سایر چیدمان‌های چرخدنده‌ای دو عمل اصلی را انجام می‌دهد، منجمله  کاهش دور بر دقیقه و افزایش گشتاور نیرو.
نسبت دنده در چیدمان چرخ‌دنده کرمی برابر با نسبت اندازهٔ چرخدندهٔ حلزونی (تعداد دندانه‌ها) به ۱ می‌باشد.
در چیدمان چرخ‌دنده حلزونی دنده مارپیچی می‌تواند از دو نوع راست دست یا چپ دست باشد.

## انواع

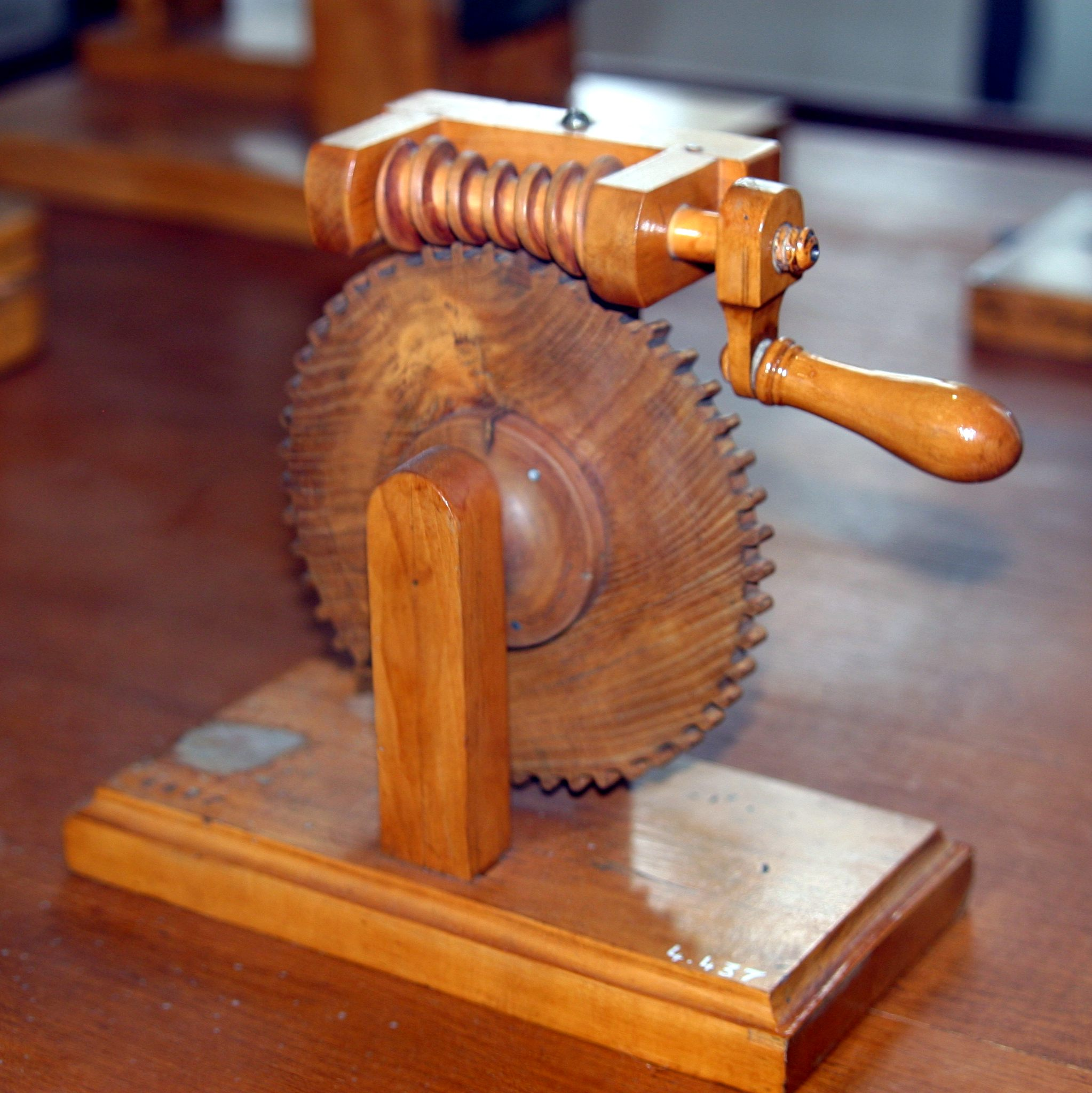
دنده مارپیچی و چرخدندهٔ کرمی یا چرخ کرمی

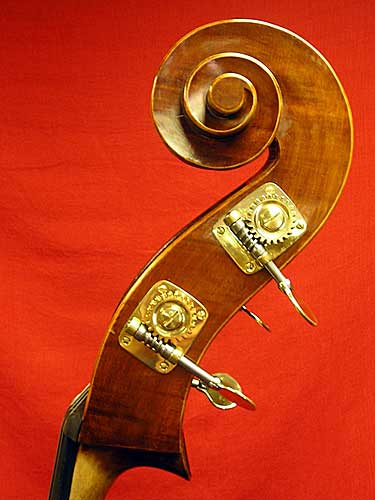
کنترباس دارای چیدمان چرخ‌دنده کرمی است که برای میزان سازی صدا استفاده می‌شود.

سه نوع مختلف چرخدنده وجود دارند که می‌توانند در یک چیدمان چرخ‌دنده کرمی استفاده شوند.
- چرخدندهٔ حلزونی بدون گردنه (به انگلیسی: non-throated worm gears)
- چرخدندهٔ حلزونی دارای یک گردنه (به انگلیسی: single-throated worm gears)
- چرخدندهٔ حلزونی دارای دو گردنه (به انگلیسی: double-throated worm gears)

## استفاده‌ها
برخی از استفاده‌های چیدمان چرخ‌دنده حلزونی شامل استفاده در موتور برخی خودروهای قرن ۲۰، موتورهای الکتریکی کوچک، برخی از آلات موسیقی، سیستم‌های چهارچرخ فعال در خودروهایی چون آئودی کواترو و غیره می‌باشد.

## روش ساخت
اولین مرحلهٔ تولید چرخدنده‌های حلزونی شامل شکاف دار کردن و سپس بریدن آن با ماشین دندانه دار است. چرخ دنده‌های حلزونی تا حد قابل توجهی کوچک تر از چرخدنده‌های ساده دندانه دار (به انگلیسی: spur gears) هستند و هر قطب محرک چرخ دنده‌های کرمی به نسبت ۹۰ درجه از یکدیگر قرار دارند.